# Synnøve Macody Lund
Synnøve Macody Lund (Stord, 24 mei 1976) is een Noorse actrice, journaliste, filmrecensente en voormalig model.

## Carrière
Lund begon in 2004 met acteren in de televisieserie Team Antonsen. Ze heeft rollen gespeeld in een reeks andere televisieseries en films, waaronder Hodejegerne (2011) en Frikjent (2015-2016). Lund is ook actief als filmrecensente en journaliste voor het Noorse maandblad NATT&DAG.

## Filmografie

### Films
- 2018 The Girl in the Spider's Web - als Gabriella Grane
- 2017 Hjemsøkt - als Cathrine
- 2017 Askeladden - I Dovregubbens hall - als Dronning Victoria
- 2011 Hodejegerne - als Diana
- 2023 Saw X - als Cecilia Pederson

### Televisieseries
Uitgezonderd eenmalige gastoptredens
- 2020-2021 Ragnarok - als Ran - 12 afl.
- 2020 Riviera - als Alex Harewood - 8 afl.
- 2018 Nielegalni - als Linda Boman - 7 afl.
- 2016-2017 Black Widows - als Johanne Rønningen - 15 afl.
- 2015-2016 Frikjent - als Tonje Sandvik - 15 afl.

- Bibsys: 10072551
- Biblioteca Nacional de España: XX5448363
- Gemeinsame Normdatei: 1026188067
- International Standard Name Identifier: 0000 0003 6646 314X
- Library of Congress Control Number: no2012120469
- Nederlandse Thesaurus van Auteursnamen: 393973069
- Système universitaire de documentation: 176960554
- Virtual International Authority File: 230849624
- WorldCat: E39PBJgt4C6vtXYMQP8rkxFxjC